# Angostina (Álava)
Angostina es un concejo del municipio de Bernedo, en la Cuadrilla de Montaña Alavesa, de la provincia de Álava.

## Toponimia
El topónimo que recuerda al latín angustus (angosto, estrecho). Otra etimología, a partir de Augustius, es decir, de *(uilla) augustiana ‘la propiedad de Augustius’ > Angustiana (repercusión y simplificación del diptongo) > Angustina > Angostina.
La primera referencia escrita a Angostina aparece en la carta del Obispo Jerónimo Aznar de 1257.

## Geografía física
Se sitúa al lado izquierdo del río Ega a una altitud media sobre el nivel del mar de 673 metros y es puerta occidental del desfiladero que enlaza los valles de Bernedo y Lagrán con las tierras navarras de Marañón, Cabredo y Genevilla. Al otro lado de la Sierra de Cantabria se comunica con los pueblos también navarros de Lapoblación y Meano y con la Rioja Alavesa.
| Noroeste: Urturi            | Norte: Quintana         |                        |
| Oeste: Navarrete, Villafría |                         | Este: Marañón, Cabredo |
|                             | Sur: Meano, Lapoblación |                        |

## Historia
En la I Edad de Hierro hubo un poblado procedente de las migraciones indoeuropeas llamado Cividad en una zona que por su altura (superior a 750 m sobre el nivel del mar) y ubicación (al inicio del desfiladero), al suroeste del actual emplazamiento de Angostina, facilitaba su defensa natural. Con posterioridad la zona fue romanizada, como así parece corroborarlo la presencia de necrópolis y numerosas lápidas encastradas en las paredes de la ermita de San Bartolomé.
Sancho, el Sabio, de Navarra le concedió fuero, hacia 1118. En 1427 contaba con 10 fuegos, dos de ellos hidalgos. Perteneció a Navarra hasta 1463 y, de derecho, hasta 1476.
Durante la Edad Media tuvo propiedades en ella el monasterio de Santa María de Nájera, bienes cuyas rentas se adjudicaron en 1514 al monasterio de San Jorge de Azuelo. El Licenciado Gil la encontró servida en 1556 por dos beneficiados, y en pleito con la de Bernedo sobre si era aneja o no. Otras dos pruebas de la pujanza de Angostina en aquellos momentos son la erección de la bóveda del templo parroquial, levantada poco después, y la obra del retablo mayor, realizada por la generación siguiente.
Hacia mediados del siglo XIX, el lugar, ya por entonces perteneciente a Bernedo, tenía contabilizada una población de 110 habitantes. Aparecede descrito en el egundo volumen del Diccionario geográfico-estadístico-histórico de España y sus posesiones de Ultramar de Pascual Madoz de la siguiente manera:

ANGOSTINA: l. en la prov. de Alava (4 1/2 leg. á Vitoria) dióc. de Calahorra (15), vicaría de Campezo y part. jud. de Laguardia (3), herm. y ayunt de Bernedo (1): sit. á la izq. del ramal del Ega que baja por Villafria, circuido de montes: su clima frio y sano. La igl. parr. (Sta. Colomba ó Coloma y cuyo patron es San Martin Ob.) es hijuela de la de Bernedo y servida por un beneficiado de aquel cabildo: tiene escuela de primeras letras á la que asisten 8 niñas y 6 niños, y el maestro percibe la dotacion de 468 rs.: el térm se estiende á 1/4 de leg. del centro á la circunferencia, y confina por N. con Urturi, al E. Quintana, al S. la cord. que forma lím. entre esta prov. y lal de Búrgos, y por O. Bernedo interpuesto el indicado brazo del r. Ega: el terreno es fértil; y tiene buen monte arbolado, escelentes prados de pasto y unas 200 fan. de tierra de superior calidad destinadas al cultivo: los caminos son locales y en mediano estado, y la correspondencia la recibe de Laguardia: prod.: trigo, cebada, yero, legumbres, patatas, hortaliza y fruta; cria algun ganado y en particular de cerda; hay caza de liebres, perdices y abundancia de garduños: pobl.: 40 vec. 100 alm. riqueza y cont. (V. Alava intendencia.)
(Madoz, 1845, p. 312)

Décadas después, ya en el siglo XX, se describe de la siguiente manera en el tomo de la Geografía general del País Vasco-Navarro dedicado a Álava y escrito por Vicente Vera y López:

Angostina.—Lugar distante de Bernedo 2 kilómetros, con 70 casas; poblado de 107 almas de hecho y 102 de derecho. Está situado en la orilla izquierda del Ega. Confina, al N., con Quintana; al E. y al S., con Navarra, y al O., con Bernedo. Su parroquia es de categoría rural de primera clase, perteneciente al arciprestazgo de Campezo y está dedicada á Santa Coloma. Tiene una escuela pública incompleta, á la que concurren 10 niños y niñas, y una ermita llamada de San Bartolomé. Pertenece á su vecindario el aprovechamiento de la Dehesa de Angostina, de 50 hectáreas, y tiene participación en otros varios de mayor superficie.
(Vera y López, 1915-1921, p. 649)

En 2022, tenía empadronados veintiún habitantes.
Según el libro "Gentilicios Españoles", de Tomás de la Torre Aparicio, a la población de Angostina se la denomina rusas y rusos, debido a que este pueblo es conocido como La Pequeña Rusia.

## Geografía humana

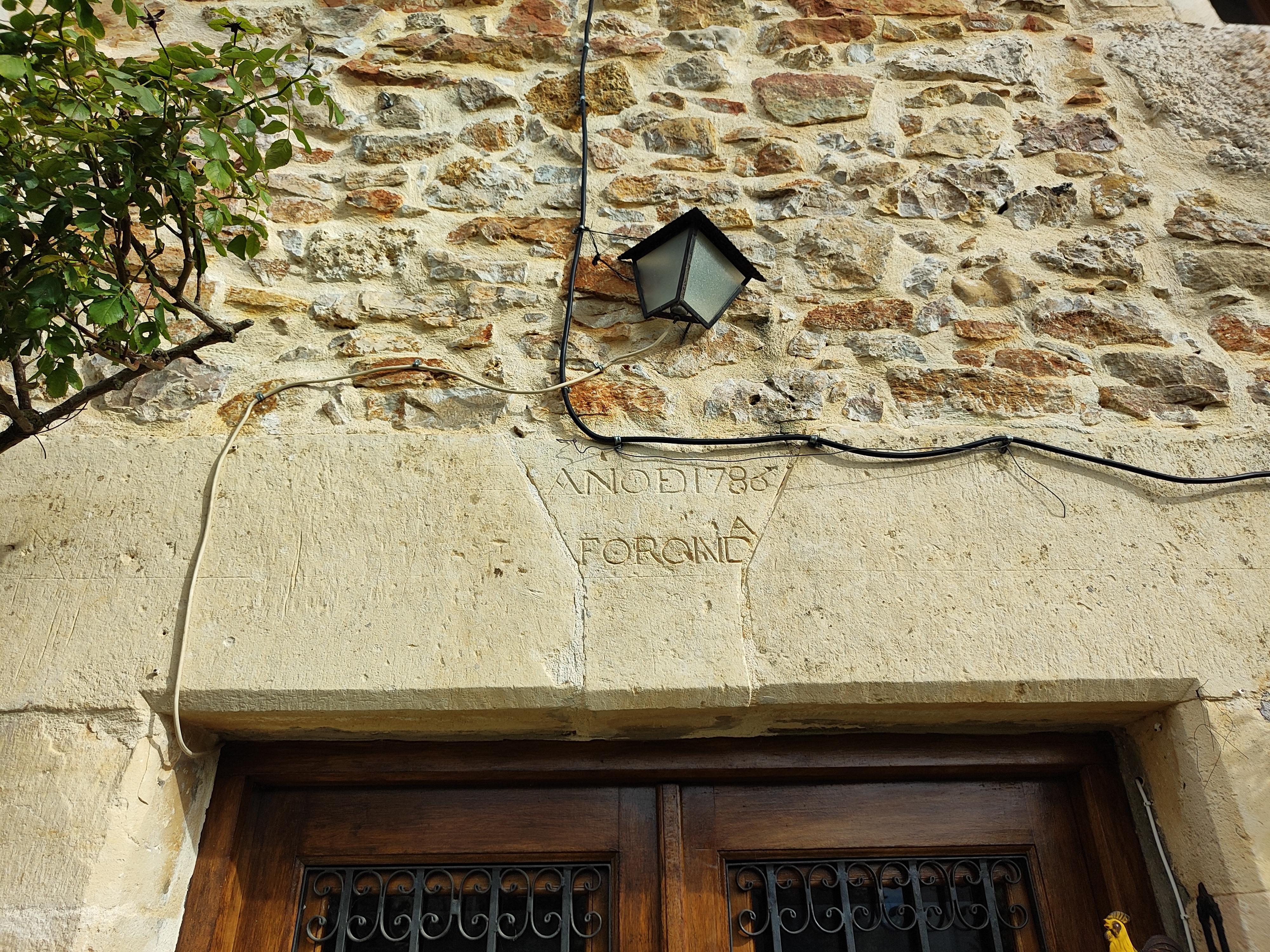
AÑO D 1786. FORONDA

### Organización territorial
Su trama edificatoria consiste en disponer su caserío a uno y otro lado de la única calle existente en el lugar y que se orienta en dirección N-S.  La carretera que pasa por el pueblo lo divide en dos partes, siendo más formal, en cuanto a su estructura urbanística, la más septentrional. La otra, distribuye sus edificios de forma más dispersa. El eje N-S en que se asientan los distintos edificios de Angostina se ve, así mismo, partido en dos, es el tramo Sur, camino de la ermita de San Bartolomé donde se levanta una de las construcciones más interesantes de esta parte Sur del pueblo. Uno de ellos guarda inscripción en su dintel, correspondiente al año de su construcción: «AÑO D 1786. FORONDA».

### Demografía
| Gráfica de evolución demográfica de Angostina entre 2000 y 2019 |
|                                                                 |
| Población de derecho según los censos de población del INE.     |

## Cultura

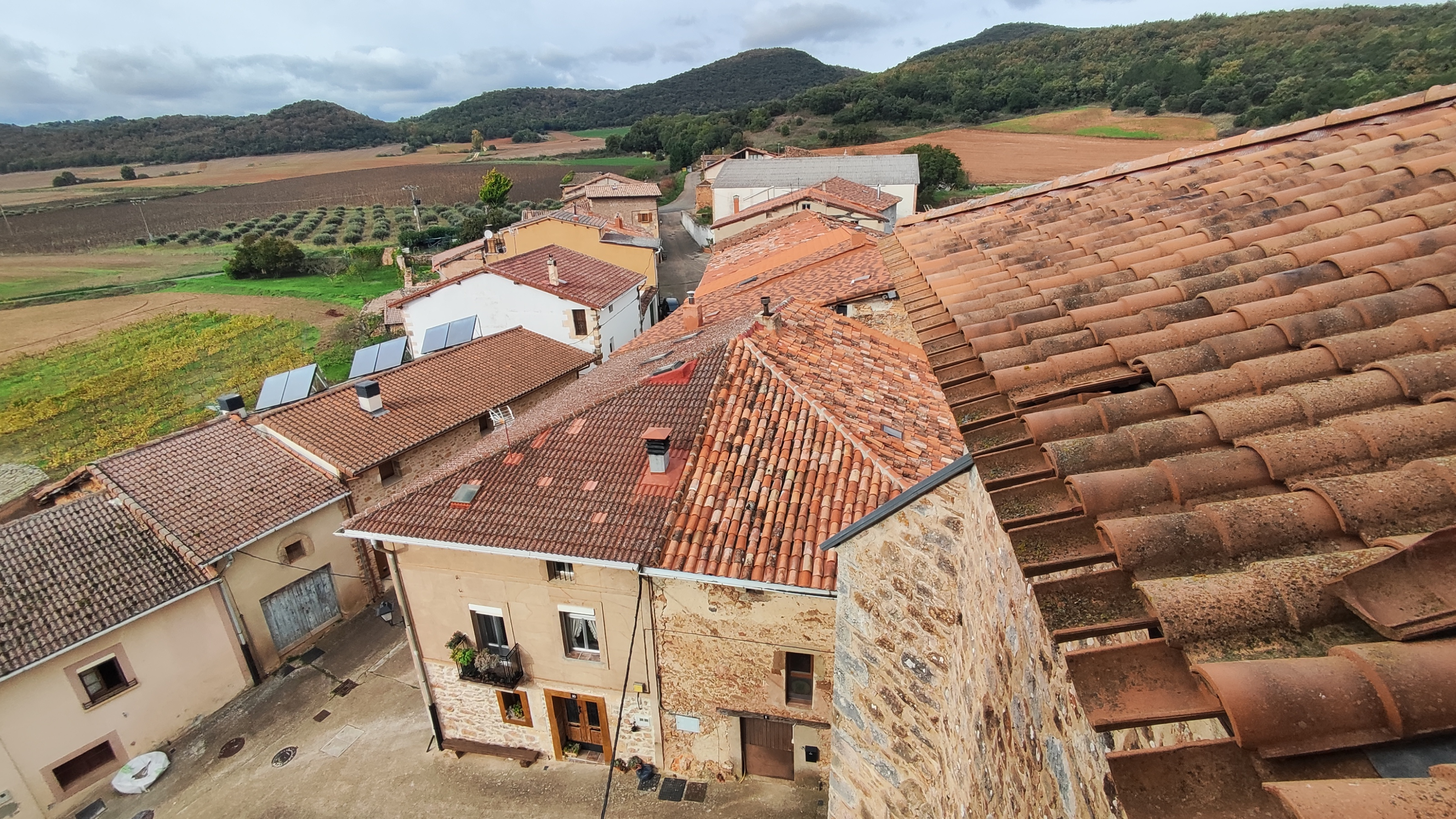
Angostina desde el campanario de la iglesia

### Patrimonio material
- Iglesia de Santa Coloma.[13][14][18]
- Fuente vieja. Situada bajo la carretera, se accede a ella mediante una bóveda rebajada hecha en hormigón, como resultado del ensanche de la carretera.[19]
- Fuente nueva. Conjunto de fuente y abrevadero situado en el núcleo, en un recodo de la calle Mayor.[20]
- Lavadero.[21]
- Lavadero de AngostinaJuego de bolos desaparecido.[22]

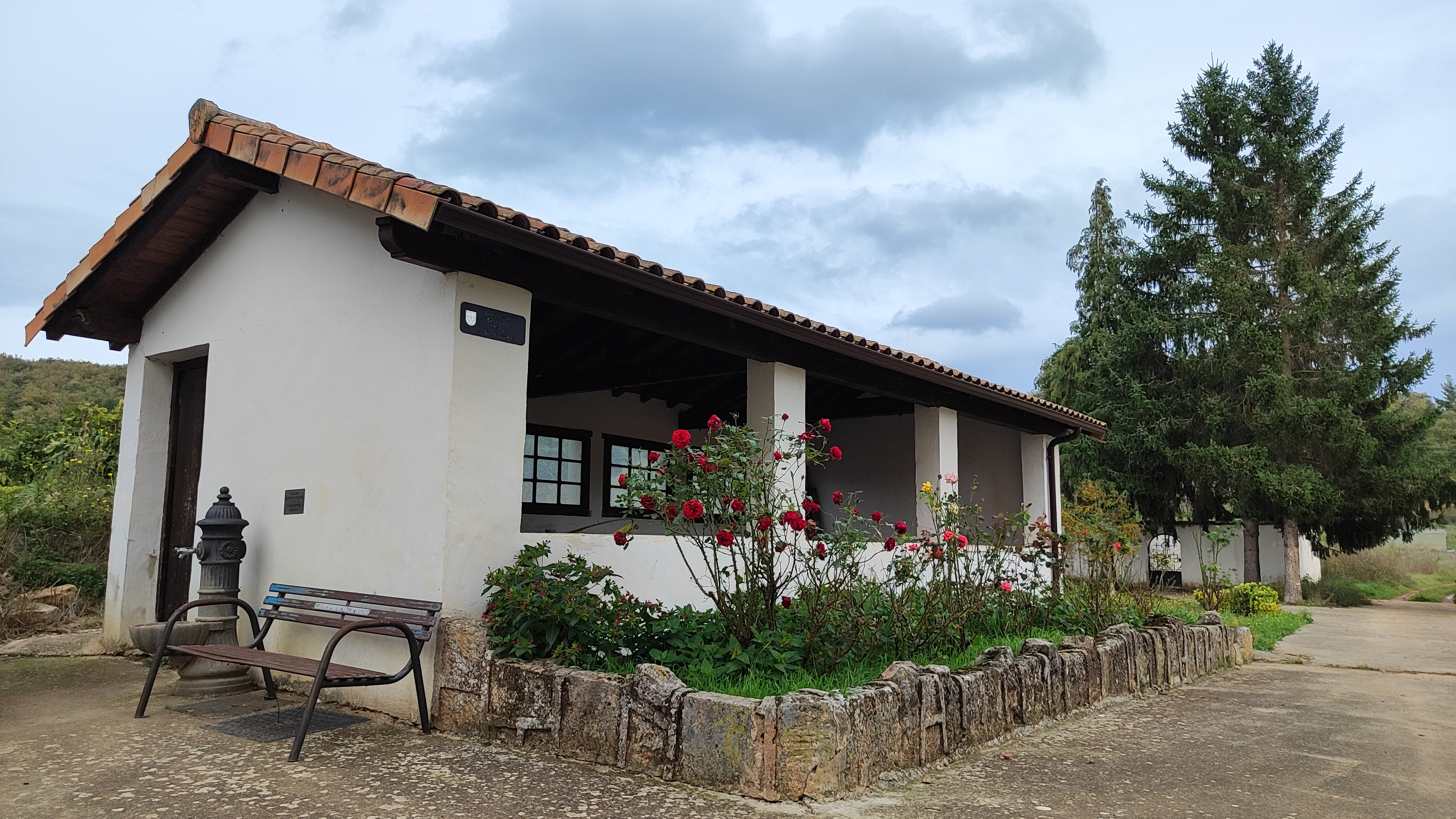
Lavadero de Angostina

- Molino de Angostina. Se inició en 1592 su construcción. Apenas quedan restos del canal-depósito.[23]
- Ermita de San Bartolomé.[24] Tuvo otras dos ermitas: la de San Mamés (desaparecida) y la de San Martín (se conserva su retablo lateral en la iglesia).[12]

### Patrimonio inmaterial
- Las fiestas se celebran el 24 de agosto, en honor a San Bartolomé.[25]
- Romería a la Ermita de Nuestra Señora de Okón (Bernedo).[26] Primer sábado de septiembre o el último de agosto.[25]